# Pilar Garriga i Anguera
Pilar Garriga i Anguera (Poblenou, Barcelona, 30 de julio de 1956) es una traductora y escritora catalana .

## Trayectoria
Pilar Garriga i Anguera es licenciada en filología catalana por la Universidad de Barcelona y diplomada en traducción de idiomas para la EUTI y en magisterio en la Escuela de Maestros de Sant Cugat (UAB). Su actividad profesional la ha desarrollado en el campo de la escritura y la traducción .
Como escritora Pilar Garriga i Anguera se ha manifestado como novelista, y ha publicado las siguientes obras: Un verano en Borneo (2003). Los mismos personajes protagonizan también las novelas El hombre del bosque (2005), Un verano en Tacugama (2009) y Un verano en el Priorat (2014). Un verano en el Delta (2020), Vamos a cazar setas (2021).
Como traductora, ha trabajado para diversas editoriales, tales como, Joventut, Zendrera Zariquiey, Grijalbo Mondadori, Ediciones 62, Ediciones B y Ediciones Serres y Norma Editorial, traduciendo más de cuatrocientas obras del inglés y francés al castellano y catalán.
También ha colaborado en los libros colectivos de narrativa y poesía Galería Ebrenca (Aeditors/Serret bloc 2009), La arboleda Ebrenca (March Editor 2010), Poesía en la Frontera (March Editor 2011), Tren de Val de Zafán (Gara de Ediciones 2011), Autismo. Rompamos el silencio con la poesía (Viena Ediciones 2014), Fuente de palabras (Librería Atzavara grup 2015), I X Muestra abierta de poesía de Alcanar (Alcanar 2018) y X Muestra abierta de poesía de Alcanar (Alcanar 2019). 

## Obras publicadas
- Un verano en Borneo [3] (Barcanova, 2003)
- El hombre del bosque [4] (Barcanova, 2005)
- Un verano en Tacugama ,(Barcanova, 2009)
- Un verano en Borneo, (Anaya, 2009)
- Un verano en el Priorat, (Ònix, 2014)
- Un verano en el Delta (Onix 2020)
- Vamos a cazar setas (Scribo 2021)